# 不死苏茜
| 题目     | 01 - 不死苏茜                 |
| 作者     | Toby Whithouse                |
| 导演     | Colin Teague                  |
| 制片     |                               |
| 执行制片 | 拉塞爾·T·戴維斯 Julie Gardner |
| 剧本编辑 |                               |
| 集数     | 第一季 第8集                  |
| 长度     | 50 分钟                       |
| 播出时间 | 2006年11月26日                |
| 上一集   | "希腊厚礼"                    |
| 下一集   | "鞋子之謎"                    |

《不死蘇茜》（Greeks Bearing Gifts，港譯《叛徒復活》）是英国科幻电视剧火炬木小组的第8集，2006年12月3日首播。

## 情节
連續幾起在牆上留下Torchwood字樣的兇殺案逼得火炬木小組不得不出面處理，實際上兇手是被在第一集萬事皆變中身亡的背叛組員Suzie所催眠控制，這名兇手是與Suzie參與同一個分享會的成員，其目的在於讓火炬木小組使用死神手套將她短暫復活以詢問兇手情報，而Suzie便能反向吸收對方的生命能量重生。
Suzie很順利地讓Gwen成為她重新復活的媒介，並且利用想探望重病父親的名義將她騙離火炬木小組的視線，但是此一把戲沒有瞞過其他組員太久，Jack很快便帶人追上，可是同時在吸收著Gwen生命能量的Suzie卻具備近乎不死的生命，將Jack予她的傷害逐漸轉嫁到Gwen身上，正當Gwen的生命要被Suzie完全取代時，所幸人在基地內的森尚子發現了Gwen和Suzie之間的生命轉移全是憑藉死神手套，及時將這手套完全破壞，這才救了Gwen一命。

## 演员
- Captain Jack Harkness — 约翰·巴洛曼
- Gwen Cooper（英语：Gwen Cooper） — Eve Myles（英语：Eve Myles）
- Owen Harper（英语：Owen Harper） — 伯恩·戈曼
- Toshiko Sato（英语：Toshiko Sato） — 森尚子
- Ianto Jones（英语：Ianto Jones） — 加雷思·大衛-勞埃德
- Suzie Costello — 英迪拉·瓦爾瑪

## 上下衔接
- 在第一集萬事皆變中身亡的Suzie於本集復活。
- Suzie和Gwen曾談及在第一集中Jack所擁有的不死身。
- 本集中Ianto提到死神手套都是一對的，成雙的另一隻死神手套出現在第二季第七集Dead Man Walking中。